# جو تايلور (لاعب كرة قاعدة)
جو تايلور (بالإنجليزية: Joe Taylor)‏ هو لاعب كرة قاعدة أمريكي، ولد في 2 مارس 1926 في Chapman, Alabama ‏ في الولايات المتحدة، وتوفي في 18 مارس 1993 في بيتسبرغ في الولايات المتحدة.